# Sylvester James Gates Jr.
Sylvester James Gates Jr. (Tampa, 15 dicembre 1950) è un fisico statunitense.
Dopo essersi laureato al prestigioso MIT di Boston, è diventato docente di Fisica al California Institute of Technology. È noto, in ambito scientifico, per i suoi studi sulla supersimmetria, la supergravità e la teoria delle superstringhe. È membro di numerose associazioni scientifiche e consulente di varie agenzie governative americane, tra le quali anche il Dipartimento della Difesa.
Essendo particolarmente legato alle sue origini afro-americane, si è battuto personalmente affinché a tutti i neri, qualunque sia la loro appartenenza sociale, vengano offerte le sue stesse possibilità di emancipazione culturale e intellettuale. Per queste sue battaglie, nel 1997, gli è stato assegnato il Martin Luther King Leadership Award.

## Opere
- L'arte della fisica. Stringhe, superstringhe e teoria unificata dei campi (2006), Di Renzo Editore.